# Sông Công
Sông Công est une ville de la province de Thái Nguyên dans la région du Nord-est du Viêt Nam. 

## Géographie
La superficie de la ville est de 98,37 km2. 